# Banana Joe
Banana Joe és una pel·lícula italiana dirigida l'any 1982 per Steno.

## Argument
Banana Joe viu en un petit poble tropical. Lluny de la corrupció i dels problemes de la societat moderna, conrea plàtans i en fa viure tot el poble. De retorn d'un viatge forçós, s'ha instal·lat un industrial i amenaça la tranquil·litat dels habitants…

## Repartiment
- Bud Spencer: Banana Joe
- Marina Langner: Dorianne
- Mario Scarpetta: Manuel
- Gianfranco Barra: Torcillo
- Enzo Garinei: Moreno
- Gunther Philipp: Sarto
- Giorgio Bracardi: Sergent Martino
- Salvatore Basile: L'oficial de Policia
- Carlo Reali: El Capità de Policia
- Edy Biagetti: El Patró del Club

## Comentari
La pel·lícula és una idea del mateix Bud Spencer, que d'altra banda va coescriure el guió amb el seu verdader nom, Carlo Pedersoli. A més dels mateixos ingredients que en les seves altres pel·lícules (sol o en duo amb Terence Hill), l'actor ha volgut sobretot donar un missatge al públic denunciant sobretot la invasió del capitalisme, el industrialització en el medi natural i el ineficacia de la burocràcia.

## Al voltant de la pel·lícula
- Com és normal, Bud Spencer encarna un personatge obtús i no gaire astut amb una perillosa dreta. Aquesta vegada, té la particularitat de no saber ni llegir ni escriure i d'enamorar-se d'una sola dona.
- Quan Banana Joe mira publicitat en una televisió exposada en una vitrina, es pot reconèixer l'actriu Gisela Hann que havia actuat com una de les dues filles de la comunitat mormona de la qual Terence Hill es va enamorar a Li deien Trinidad.
- En l'escena del Mocambo Club, es pot sentir la cançó "Brotherly Love", extreta de la pel·lícula Parell i senars. Més tard, en l'escena de l'obertura del casino, se sent igualment el tema dels crèdits de Dos super-policies.